# Arukh ha-Xulhan
L'Arukh ha-Xulhan (en hebreu: ערוך השולחן) és un resum dels capítols del Xulhan Arukh, una obra de Halacà escrita pel Rabí Yossef Qaro.

## Història
L'Arukh HaXulhan va ser compilat pel Rabí Yechiel Michel Epstein (1829-1908), l'obra tracta de ser clara, organitza i resumeix les fonts dels capítols del Xulhan Arukh i els seus comentaris, posant un accent especial en les opinions del Talmud de Jerusalem i de Maimònides. El Xulhan Arukh va ser escrit a la ciutat de Safed pel Rabí Joseph Caro, l'any 1563, és una compilació de les lleis i els costums dels jueus sefardites del lloc i l'època en què va ser escrita l'obra. Més tard, unes anotacions anomenades HaMapah (les estovalles), van ser escrites per als jueus asquenazites pel Rabí Moisès Isserles, aquestes anotacions van ser incloses en totes les edicions del Xulhan Arukh impreses des de l'any 1578.

## Estructura
L'obra segueix l'estructura del Arba Turim i del Xulhan Arukh: una divisió en quatre parts llargues, dividides al seu torn en capítols paral·lels anomenats simanim, que coincideixen en les tres obres. Aquests capítols són posteriorment dividits en paràgrafs (seifim), encara que aquests últims no coincideixen en les tres obres.

## Punt de vista
El Rabí Epstein té un punt de vista indulgent, però sense comprometre de cap manera el poder i l'autoritat de la llei jueva. Quan un costum prèviament establert entra en conflicte amb la halacà, Epstein tendeix a afavorir els costums locals, en major mesura aquest és el cas en algunes obres de halacà, com la Mixna Berura. El Rabí Moisès Feinstein va dir en una ocasió, que les decisions del Rabí Epstein, que era un rabí a temps complet, tenien preferència sobre les opinions d'alguns erudits, que no eren rabins en actiu. Un rabí en actiu, pren en consideració alguns conceptes pràctics de la llei jueva, quan pren una decisió en matèria de halacà.

## Autoritat
L'Arukh ha-Xulhan va ser imprès en l'any 1884. La Mixna Berura va ser impresa en 1904. Degut a la popularitat d'aquesta darrera obra en el judaisme ultraortodox, la Mixna Berura és sovint considerada pels jueus haredim com una obra més autoritativa que l'Arukh ha-Xulhan. De tota manera, moltes persones (incloent-hi els Rabins Yosef Eliyahu Henkin i Yehuda Pearl, han un sostingut públicament que l'Arukh ha-Xulhan és una obra més autoritativa, ja que el seu autor era el rabí en actiu d'una comunitat. De la mateixa manera, l'Arukh ha-Xulhan té un punt de vista més ampli que la Mixna Berura.

## Impressió
L'Arukh ha-Xulhan és sovint esmentat, juntament amb la Mixna Berura, una obra que va ser escrita pel Rabí Israel Meir Kegan, l'autor del Chofetz Chaim. L'Arukh ha-Xulhan va ser escrit i imprès començant pel capítol Hoixen Mixpat (anterior a la impressió de la Mixna Berura i la secció del Orach Chaim que va ser publicada posteriorment).